# Staughton Lynd
Staughton Craig Lynd (* 22. November 1929; † 17. November 2022) war ein amerikanischer politischer Aktivist, Autor und Anwalt. Sein Engagement für soziale Gerechtigkeit brachte ihn in Kontakt mit einigen der einflussreichsten Aktivisten der Nation, darunter Howard Zinn, Tom Hayden, A. J. Muste und David Dellinger.
Lynds Beitrag zur Sache der sozialen Gerechtigkeit und der Friedensbewegung wird in Carl Mirras Biografie The Admirable Radical: Staughton Lynd and Cold War Dissent, 1945–1970 (2010) beschrieben.

## Biografische Hintergründe
Lynd war eines von zwei Kindern der renommierten Soziologen Robert Staughton Lynd und Helen Merrell Lynd, die in den späten 1920er und 1930er Jahren die bahnbrechenden „Middletown“-Studien über Muncie, Indiana, verfasst hatten. Obwohl die Familie in New York City lebte, entschied sich seine Mutter für eine Geburt in einem Krankenhaus in Philadelphia, das sie bevorzugte. Lynd folgte nicht nur den akademischen Berufen seiner Eltern, sondern auch ihren stark linksgerichteten Überzeugungen. Als Wehrdienstverweigerer aus Gewissensgründen wurde er dem US-Militär als Nichtkombattant zugeteilt, aber während der McCarthy-Ära wurde er unehrenhaft entlassen, nachdem sich herausgestellt hatte, dass er während seines Studiums am Harvard College kurzzeitig mit kommunistischen Gruppen in Verbindung gestanden hatte.
Anschließend promovierte er an der Columbia University in Geschichte und nahm einen Lehrauftrag am Spelman College in Georgia an, wo er eng mit dem Historiker und Bürgerrechtler Howard Zinn zusammenarbeitete. Als Zinn am Ende des akademischen Jahres 1962–63 von Spelman gefeuert wurde, protestierte Lynd. Im Sommer 1964 fungierte Lynd als Direktor der von SNCC organisierten Freedom Schools of Mississippi. Nachdem er eine Stelle an der Yale University angenommen hatte, zog Lynd nach New England um. Im Jahr 1965 hielt er an der Free University of New York Vorlesungen zum Thema „The History of the American Left“.

### Persönliches Leben
Lynd heiratete Alice Niles im Jahr 1951. Sie hatten drei Kinder und waren bis zu Lynds Tod an multiplem Organversagen in einem Krankenhaus in Warren, Ohio, am 17. November 2022, fünf Tage vor seinem 93.

## Aktivismus in der Vietnam-Ära
In Yale wurde Lynd zu einem entschiedenen Gegner des Vietnamkriegs. Zu seinen Protestaktivitäten gehörten Rednerverpflichtungen, Protestmärsche und ein umstrittener Besuch in Hanoi zusammen mit Herbert Aptheker und Tom Hayden auf einer Erkundungsreise auf dem Höhepunkt des Krieges, was ihn bei der Yale-Verwaltung unerwünscht machte. Als die Protestbewegung immer gewalttätiger wurde, begann Lynd, Bedenken zu haben. Als selbst bezeichneter „sozialdemokratischer Pazifist“ und „marxistischer existenzialistischer Pazifist“ interessierte er sich mehr für die Möglichkeiten der lokalen Organisation.Vorlage:Cn Lynds Nachruf in der New York Times beschrieb seine politischen Einflüsse als „gleichermaßen inspiriert vom Marxismus, dem amerikanischen Abolitionismus und dem Pazifismus der Quäker“.
Im Jahr 1967 unterzeichnete Lynd einen Brief, in dem er seine Absicht erklärte, aus Protest gegen den Vietnamkrieg keine Steuern zu zahlen, und andere Menschen aufforderte, ebenfalls diesen Standpunkt einzunehmen.

## Arbeiteraktivismus
Im Jahr 1968 veröffentlichte Lynd sein Buch Intellectual Origins of American Radicalism. Es wurde von dem damaligen marxistischen Professor Eugene Genovese in der New York Review of Books scharf kritisiert. Professor David Donald bezeichnete das Buch in seiner Rezension als „ein Hauptwerk der amerikanischen Geistesgeschichte“. Das Commentary Magazine bezeichnete die Neuauflage des Buches an der Cambridge University 2009 als einen „etablierten Klassiker“. Es wurde klar, dass Yale Lynd die Lehrbefugnis verweigern würde, und er wurde in der akademischen Welt nicht anstellbar. Lynd siedelte mit seiner Familie nach Chicago um.
Dort kämpfte er darum, seinen Lebensunterhalt mit Community Organizing zu verdienen. In der Zwischenzeit begannen er und seine Frau Alice mit einem Oral-History-Projekt über die Arbeiterklasse. Die Schlussfolgerungen dieser Arbeit mit dem Titel Rank and File inspirierten Lynd dazu, Jura zu studieren, um Arbeitern zu helfen, die von Unternehmen schikaniert und von bürokratischen Gewerkschaften ungeschützt gelassen wurden. 1973 schrieb er sich an der juristischen Fakultät der University of Chicago ein, wo er 1976 seinen Abschluss machte.

## Aktivismus im Rust Belt
Von dort zogen die Lynds nach Youngstown, Ohio, in das Herz des Rust Belt. Er arbeitete zunächst für die gewerkschaftsnahe Arbeitsrechtskanzlei Green, Schiavoni, Murphy & Haines und dann für Northeast Ohio Legal Services in Youngstown und erwies sich als wichtiger Akteur im Kampf um die Offenhaltung der Youngstown-Stahlwerke Ende der 1970er Jahre. Er war federführender Rechtsbeistand für sechs örtliche Gewerkschaften, mehrere Dutzend einzelne Stahlarbeiter und die Ecumenical Coalition of the Mahoning Valley, die sich um die Wiedereröffnung der Werke in kommunaler Trägerschaft bemühte. Trotz des letztendlichen Scheiterns dieser Bemühungen setzten die Lynds ihre Organisierungsarbeit in der Region Youngstown-Warren fort. Staughton Lynd blieb als Anwalt äußerst aktiv und übernahm ein breites Spektrum von Fällen, darunter auch solche, die chemisch behinderte Autoarbeiter und pensionierte Stahlarbeiter betrafen.Vorlage:Cn
Lynds Buch Lucasville ist eine Untersuchung der Ereignisse im Zusammenhang mit dem Gefängnisaufstand von 1993 in der Southern Ohio Correctional Facility und äußert ernsthafte Bedenken hinsichtlich der Integrität der Gerichtsverfahren nach diesem Ereignis. Eine Erinnerung an sein und Alices Leben, "Stepping Stones: Memoir of a Life Together", wurde im Januar 2009 veröffentlicht.

## Monografien und Mitherausgeberschaften
- Anti-Federalism in Dutchess County, New York: A Study of Democracy and Class Conflict in the Revolutionary Era (1962)
- The New Radicals and "Participatory Democracy". Chicago: Students for a Democratic Society, 1965. 10 Seiten. Wiederaufgelegt von Dissent, Band 12, Nummer 3, Juli 1965.

- Hrsg. Nonviolence in America: A Documentary History (1966)
- Hrsg. Reconstruction (1967)
- Mit Tom Hayden, The Other Side (1967)
- Intellectual Origins of American Radicalism (1968)
- Class Conflict, Slavery, and the United States Constitution: Ten Essays (1968)
- Mit Michael Ferber, The Resistance (1971)
- Hrsg. Personal Histories of the Early C.I.O. (1971)
- Mit Gar Alperovitz, Strategy and Program: Two Essays Toward a New American Socialism (1973)
- Hrsg. American Labor Radicalism: Testimonies and Interpretations (1973)
- Hrsg. mit Alice Lynd, Rank and File: Personal Histories by Working-Class Organizers (1973)
- Mit Helen Merrell Lynd, Possibilities (1977)
- Labor Law for the Rank & Filer (1978)
- The Fight Against Shutdowns: Youngstown's Steel Mill Closings (1982)
- Solidarity Unionism: Rebuilding the Labor Movement from Below (1992)
- Hrsg. mit Alice Lynd, Homeland: Oral Histories of Palestine and Palestinians (1993)
- Hrsg. with Alice Lynd, Nonviolence in America: A Documentary History 2nd Ed. (1995)
- Mit Alice Lynd, Liberation Theology for Quakers (1996)
- Hrsg. "We Are All Leaders": The Alternative Unionism of the Early 1930s (1996)
- Living Inside Our Hope: A Steadfast Radical's Thoughts on Rebuilding the Movement (1997)
- Mit Alice Lynd, The New Rank and File (2000)
- Lucasville: The Untold Story of a Prison Uprising (2004)
- Napue Nightmares: Perjured Testimony in Trials Following the 1993 Lucasville, Ohio Prison Uprising (2008)
- Mit Daniel Gross, Labor Law for the Rank & Filer: Building Solidarity While Staying Clear of the Law 2. Auflage. (2008)
- Mit Andrej Grubačić, Wobblies & Zapatistas: Conversations on Anarchism, Marxism and Radical History (2008)
- Class Conflict, Slavery, and the United States Constitution: Ten Essays 2. Auflage. (2009)
- Mit Alice Lynd, Stepping Stones: Memoir of a Life Together (2009)
- Intellectual Origins of American Radicalism (Cambridge University Press, 2009)
- From Here to There: The Staughton Lynd Reader (2010)
- Mit Daniel Gross, Solidarity Unionism at Starbucks (2011)
- Hrsg. with Alice Lynd, Rank and File: Personal Histories by Working-Class Organizers (Expanded Edition, 2011)
- Accompanying: Pathways to Social Change (2013)
- Doing History from the Bottom Up: On E.P. Thompson, Howard Zinn, and Rebuilding the Labor Movement from Below (2014)
- Solidarity Unionism: Rebuilding the Labor Movement from Below (Zweite Auflage, 2015)
- Mit Alice Lynd, Moral Injury and Nonviolent Resistance: Breaking the Cycle of Violence in the Military and Behind Bars (2017)
- Mit Alice Lynd, Nonviolence in America: A Documentary History (Dritte Auflage, 2018)

## Weiterlesen
- David S Brown: „Suddenly Staughton,“ Reviews in American History. Band 39, Nummer 2, Juni 2011, Seiten 354–359 online im Project MUSE